# جولي ريتشاردسون
     لشخصية أخرى تحمل اسم جولي ريتشاردسون، طالع جولي ريتشاردسون (توضيح).

جولي ريتشاردسون (بالإنجليزية:Joely Kim Richardson)، من مواليد 9 يناير 1965 بمدينة لندن، ممثلة بريطانية مشهورة، شاركت في أشهر الأفلام: أنونيموس وذا باتريوت والحب اللانهائي.

## الأعمال
- 101 مرقش
- نيب/تك

## وصلات خارجية
- جولي ريتشاردسون على موقع IMDb (الإنجليزية)
- جولي ريتشاردسون على موقع ميتاكريتيك (الإنجليزية)
- جولي ريتشاردسون على موقع روتن توميتوز (الإنجليزية)
- جولي ريتشاردسون على موقع قاعدة بيانات الأفلام العربية
- جولي ريتشاردسون على موقع ألو سيني (الفرنسية)
- جولي ريتشاردسون على موقع أول موفي (الإنجليزية)
- جولي ريتشاردسون على موقع قاعدة بيانات برودواي على الإنترنت (الإنجليزية)
- جولي ريتشاردسون على موقع قاعدة بيانات الأفلام السويدية (السويدية)
- جولي ريتشاردسون على موقع إن إن دي بي (الإنجليزية)
- جولي ريتشاردسون على موقع قاعدة بيانات الفيلم (الإنجليزية)